# Leonardo Ulloa
José Leonardo Ulloa (ur. 26 lipca 1986) – argentyński piłkarz występujący na pozycji napastnika w Leicester City.